# 252
Het jaar 252 is het 52e jaar in de 3e eeuw volgens de christelijke jaartelling.

## Gebeurtenissen

### Afrika
- Valerianus reorganiseert Legio III Augusta met auxilia (huurtroepen) uit Raetia. Ze krijgen de taak om in Africa een coalitie van opstandige Berbers te onderdrukken.
- In Ethiopië breekt een pestepidemie uit, welke zich verspreidt over het Romeinse Keizerrijk. De epidemie zal gedurende vijftien jaar vele slachtoffers eisen.

### Perzië
- Koning Shapur I onderdrukt een opstand in Khorasan (huidige Iran) en valt Armenië binnen. Hij benoemt zijn zoon Hormazd tot vazalkoning van Groot Armenië.

### Syrië
- Keizer Trebonianus Gallus verdedigt de oostgrens (limes) aan de Eufraat tegen de Perzen. In Syria mobiliseert hij een Romeins leger voor een offensief.

## Overleden
- Sun Quan (70), keizer van het koninkrijk Wu